# Rusty Lake
Rusty Lake è un'azienda olandese indipendente sviluppatrice di videogiochi fondata nella primavera del 2015 da Robin Ras e Maarten Loise.
La serie Cube Escape nel giugno del 2017 ha raggiunto i 3 milioni di visualizzazioni nel sito ufficiale e 2 milioni su Kongregate.

## Storia
Nel 2013, prima di fondare l'azienda, Robin e Maarten decidono di sviluppare un videogioco indipendente dal nome Samsara Room.
Nella primavera del 2015, ispirati dalla serie televisiva Twin Peaks di David Lynch, decidono di fondare uno studio di programmazione chiamato Rusty Lake per sviluppare videogiochi d'avventura a tema surreale.
Nello stesso anno cominciano a rilasciare videogiochi gratis in stile escape room per Android e iOS dando vita alla serie Cube Escape, per poi passare ai titoli Rusty Lake a pagamento.
Nel corso degli anni collaborano con Victor Butzelaar per creare le colonne sonore dei loro videogiochi, eccezione fatta per Cube Escape: Seasons, le cui musiche sono di Kevin MacLeod.
Nel 2019 viene co-fondata l'etichetta Second Maze, che collabora con lo studio anche nel rilascio di videogiochi ambientati nell'universo Rusty Lake.

## Videogiochi
| Anno | Titolo                    | Piattaforme                                   | Note                                  |
| ---- | ------------------------- | --------------------------------------------- | ------------------------------------- |
| 2013 | Samsara Room              | Android, iOS, Linux, Microsoft Windows, macOS | un remake è stato pubblicato nel 2020 |
| 2015 | Cube Escape: Seasons      | Android, iOS                                  |                                       |
| 2015 | Cube Escape: The Lake     | Android, iOS                                  |                                       |
| 2015 | Cube Escape: Arles        | Android, iOS                                  |                                       |
| 2015 | Cube Escape: Harvey's Box | Android, iOS                                  |                                       |
| 2015 | Cube Escape: Case 23      | Android, iOS                                  |                                       |
| 2015 | Cube Escape: The Mill     | Android, iOS                                  |                                       |
| 2015 | Rusty Lake Hotel          | Android, iOS, Microsoft Windows, macOS        |                                       |
| 2016 | Cube Escape: Birthday     | Android, iOS                                  |                                       |
| 2016 | Cube Escape: Theatre      | Android, iOS                                  |                                       |
| 2016 | Rusty Lake: Roots         | Android, iOS, Microsoft Windows, macOS        |                                       |
| 2017 | Cube Escape: The Cave     | Android, iOS                                  |                                       |
| 2018 | Rusty Lake Paradise       | Android, iOS, Microsoft Windows, macOS        |                                       |
| 2018 | Cube Escape: Paradox      | Android, iOS, Microsoft Windows, macOS        |                                       |
| 2020 | The White Door            | Android, iOS, Microsoft Windows, macOS        | in collaborazione con Second Maze     |
| 2020 | Cube Escape Collection    | Android, iOS, Microsoft Windows, macOS        | raccolta dei primi 9 capitoli         |
| 2022 | The Past Within           | Android, iOS, Microsoft Windows, macOS        |                                       |
| 2023 | Underground Blossom       | Android, iOS, Microsoft Windows, macOS        |                                       |

### Accoglienza
| Gioco                 | Data              | Premio                                              | Esito     |
| --------------------- | ----------------- | --------------------------------------------------- | --------- |
| Cube Escape: Seasons  | ottobre 2015      | Casual Connect Tel Aviv, per la migliore narrazione | Candidato |
| Cube Escape: Arles    | 14 giugno 2015    | Daily Feature                                       | Vinto     |
| Cube Escape: Case 23  | 10 agosto 2015    | New Feature, per il 2º posto                        | Vinto     |
| Cube Escape: The Mill | 13 settembre 2015 | Daily Feature                                       | Vinto     |
| Cube Escape: Birthday | 22 febbraio 2016  | Daily Feature                                       | Vinto     |
| Cube Escape: Theatre  | 25 aprile 2016    | Daily Feature                                       | Vinto     |

## Opere derivate

### Cortometraggio
Insieme all'omonimo gioco Cube Escape: Paradox è stato girato un cortometraggio che narra le vicende del famigerato detective Dale Vandermeer e Laura, protagonisti di vari capitoli della saga.

### Fumetto
Nel 2019 viene pubblicato un fumetto dal titolo Paradox Comic Book, basato sulle vicende del videogioco Cube Escape: Paradox.